# Campionato europeo maschile di calcio 2016
Il campionato europeo di calcio 2016 o UEFA EURO 2016 (in francese Championnat d'Europe de football 2016), noto anche come Francia 2016, è stata la quindicesima edizione dell'omonimo torneo, organizzato dall'UEFA.
È stata la terza volta che la Francia ha ospitato il torneo dopo l'edizione inaugurale del 1960 e la settima edizione nel 1984, quest'ultima vinta proprio dai padroni di casa. La principale novità nel formato riguarda l'allargamento del numero di partecipanti da 16 a 24.
Il torneo si svolse dal 10 giugno al 10 luglio 2016, giorno della finale allo Stade de France di Saint-Denis in cui i padroni di casa furono sconfitti 1-0 dal Portogallo, che conquistò così il suo primo titolo. Per la prima volta nella storia della competizione, a vincere il trofeo fu una nazionale giunta al 3º posto del proprio girone eliminatorio.
La vittoria valse al Portogallo il diritto alla partecipazione alla Confederations Cup 2017.

## Assegnazione
Nel maggio 2010 l'UEFA assegnò l'organizzazione della fase finale alla Francia, con la Turchia scartata nel ballottaggio finale e l'Italia nel primo turno di votazione.
Nella tabella il dettaglio della votazione:
| Nazione candidata |             |                     |
| Nazione candidata | Primo turno | Ballottaggio finale |
| ----------------- | ----------- | ------------------- |
| Francia           | 43          | 7                   |
| Turchia           | 38          | 6                   |
| Italia            | 23          | –                   |
| Voti totali       | 104         | 13                  |

### Controversie

#### La questione degli attentati
L'attentato del 13 novembre 2015 nella capitale ha portato alla luce il problema della sicurezza. La crescente minaccia dell'ISIS sul territorio europeo ha fatto ipotizzare, a più riprese, il ricorso a misure estreme per scongiurare il rischio di nuovi attacchi: tra queste vi sono state proposte di spostare la sede della fase finale e il far disputare le gare del torneo a porte chiuse. Tali soluzioni sono state però scartate dalle istituzioni, ritenendole un segno di resa al movimento terroristico. È stata inoltre ufficializzata la presenza di un piano di sicurezza, per contrastare eventuali disordini che dovessero verificarsi durante la manifestazione.

## Stadi
Per la fase finale, sono stati selezionati 10 stadi:
| Saint-Denis              | Marsiglia | Lione (Décines-Charpieu) | Lilla (Villeneuve-d'Ascq) |
| ------------------------ | --- | --- | ------------------------- |
| Stade de France          | Stadio Vélodrome | Parc Olympique Lyonnais | Stadio Pierre Mauroy      |
| 48°55′28″N 2°21′36″E     | 43°16′11″N 5°23′45″E | 45°45′56″N 4°58′52″E | 50°36′43″N 3°07′50″E      |
| Capacità: 81338          | Capacità: 67394 | Capacità: 59286 | Capacità: 50186           |
|                          | | |                           |
| Parigi                   | Saint-Denis Parigi Lens Décines-Charpieu Bordeaux Villeneuve-d'Ascq Saint-Étienne Tolosa Marsiglia NizzaCampionato europeo maschile di calcio 2016 (Francia) | Saint-Denis Parigi Lens Décines-Charpieu Bordeaux Villeneuve-d'Ascq Saint-Étienne Tolosa Marsiglia NizzaCampionato europeo maschile di calcio 2016 (Francia) | Bordeaux                  |
| Parco dei Principi       | Saint-Denis Parigi Lens Décines-Charpieu Bordeaux Villeneuve-d'Ascq Saint-Étienne Tolosa Marsiglia NizzaCampionato europeo maschile di calcio 2016 (Francia) | Saint-Denis Parigi Lens Décines-Charpieu Bordeaux Villeneuve-d'Ascq Saint-Étienne Tolosa Marsiglia NizzaCampionato europeo maschile di calcio 2016 (Francia) | Stadio Matmut-Atlantique  |
| 48°50′29″N 2°15′11″E     | Saint-Denis Parigi Lens Décines-Charpieu Bordeaux Villeneuve-d'Ascq Saint-Étienne Tolosa Marsiglia NizzaCampionato europeo maschile di calcio 2016 (Francia) | Saint-Denis Parigi Lens Décines-Charpieu Bordeaux Villeneuve-d'Ascq Saint-Étienne Tolosa Marsiglia NizzaCampionato europeo maschile di calcio 2016 (Francia) | 44°53′50″N 0°33′43″W      |
| Capacità: 48712          | Saint-Denis Parigi Lens Décines-Charpieu Bordeaux Villeneuve-d'Ascq Saint-Étienne Tolosa Marsiglia NizzaCampionato europeo maschile di calcio 2016 (Francia) | Saint-Denis Parigi Lens Décines-Charpieu Bordeaux Villeneuve-d'Ascq Saint-Étienne Tolosa Marsiglia NizzaCampionato europeo maschile di calcio 2016 (Francia) | Capacità: 42115           |
|                          | Saint-Denis Parigi Lens Décines-Charpieu Bordeaux Villeneuve-d'Ascq Saint-Étienne Tolosa Marsiglia NizzaCampionato europeo maschile di calcio 2016 (Francia) | Saint-Denis Parigi Lens Décines-Charpieu Bordeaux Villeneuve-d'Ascq Saint-Étienne Tolosa Marsiglia NizzaCampionato europeo maschile di calcio 2016 (Francia) |                           |
| Saint-Étienne            | Lens | Nizza | Tolosa                    |
| Stadio Geoffroy Guichard | Stadio Bollaert-Delelis | Allianz Riviera | Stadium                   |
| 45°27′39″N 4°23′24″E     | 50°25′58.26″N 2°48′53.47″E | 43°42′25″N 7°11′40″E | 43°34′59″N 1°26′03″E      |
| Capacità: 41965          | Capacità: 38223 | Capacità: 35624 | Capacità: 33150           |
|                          | | |                           |

## Qualificazioni
Il sorteggio per la fase di qualificazione si è svolto a Nizza il 23 febbraio 2014. La Francia è ammessa di diritto quale paese organizzatore.
Gli altri 23 posti sono stati assegnati tramite le qualificazioni, disputatesi dal settembre 2014 al novembre 2015: 19 squadre hanno ottenuto la qualificazione diretta (le prime due di ogni girone più la migliore terza), mentre le altre 4 hanno superato uno spareggio (tra le rimanenti terze).

## Squadre partecipanti
| Pr. | Squadra          | Data di qualificazione certa | Partecipante in quanto                                              | Partecipazioni precedenti al torneo                                   |
| --- | ---------------- | ---------------------------- | ------------------------------------------------------------------- | --------------------------------------------------------------------- |
| 1   | Francia          | 28 maggio 2010               | Nazione organizzatrice della fase finale                            | 8 (1960, 1984, 1992, 1996, 2000, 2004, 2008, 2012)                    |
| 2   | Inghilterra      | 5 settembre 2015             | 1ª classificata nel Gruppo E di qualificazione                      | 8 (1968, 1980, 1988, 1992, 1996, 2000, 2004, 2012)                    |
| 3   | Rep. Ceca        | 6 settembre 2015             | 1ª classificata nel Gruppo A di qualificazione                      | 8 (1960, 1976, 1980, 1996, 2000, 2004, 2008, 2012)                    |
| 4   | Islanda          | 6 settembre 2015             | 2ª classificata nel Gruppo A di qualificazione                      | esordiente                                                            |
| 5   | Austria          | 8 settembre 2015             | 1ª classificata nel Gruppo G di qualificazione                      | 1 (2008)                                                              |
| 6   | Portogallo       | 8 ottobre 2015               | 1ª classificata nel Gruppo I di qualificazione                      | 6 (1984, 1996, 2000, 2004, 2008, 2012)                                |
| 7   | Irlanda del Nord | 8 ottobre 2015               | 1ª classificata nel Gruppo F di qualificazione                      | esordiente                                                            |
| 8   | Spagna           | 9 ottobre 2015               | 1ª classificata nel Gruppo C di qualificazione                      | 9 (1964, 1980, 1984, 1988, 1996, 2000, 2004, 2008, 2012)              |
| 9   | Svizzera         | 9 ottobre 2015               | 2ª classificata nel Gruppo E di qualificazione                      | 3 (1996, 2004, 2008)                                                  |
| 10  | Italia           | 10 ottobre 2015              | 1ª classificata nel Gruppo H di qualificazione                      | 8 (1968, 1980, 1988, 1996, 2000, 2004, 2008, 2012)                    |
| 11  | Belgio           | 10 ottobre 2015              | 1ª classificata nel Gruppo B di qualificazione                      | 4 (1972, 1980, 1984, 2000)                                            |
| 12  | Galles           | 10 ottobre 2015              | 2ª classificata nel Gruppo B di qualificazione                      | esordiente                                                            |
| 13  | Romania          | 11 ottobre 2015              | 2ª classificata nel Gruppo F di qualificazione                      | 4 (1984, 1996, 2000, 2008)                                            |
| 14  | Albania          | 11 ottobre 2015              | 2ª classificata nel Gruppo I di qualificazione                      | esordiente                                                            |
| 15  | Germania         | 11 ottobre 2015              | 1ª classificata nel Gruppo D di qualificazione                      | 11 (1972, 1976, 1980, 1984, 1988, 1992, 1996, 2000, 2004, 2008, 2012) |
| 16  | Polonia          | 11 ottobre 2015              | 2ª classificata nel Gruppo D di qualificazione                      | 2 (2008, 2012)                                                        |
| 17  | Russia           | 12 ottobre 2015              | 2ª classificata nel Gruppo G di qualificazione                      | 10 (1960, 1964, 1968, 1972, 1988, 1992, 1996, 2004, 2008, 2012)       |
| 18  | Slovacchia       | 12 ottobre 2015              | 2ª classificata nel Gruppo C di qualificazione                      | 3 (1960, 1976, 1980)                                                  |
| 19  | Croazia          | 13 ottobre 2015              | 2ª classificata nel Gruppo H di qualificazione                      | 4 (1996, 2004, 2008, 2012)                                            |
| 20  | Turchia          | 13 ottobre 2015              | Migliore tra le terze classificate di ogni gruppo di qualificazione | 3 (1996, 2000, 2008)                                                  |
| 21  | Ungheria         | 15 novembre 2015             | Vincitrice dello spareggio di qualificazione                        | 2 (1964, 1972)                                                        |
| 22  | Irlanda          | 16 novembre 2015             | Vincitrice dello spareggio di qualificazione                        | 2 (1988, 2012)                                                        |
| 23  | Svezia           | 17 novembre 2015             | Vincitrice dello spareggio di qualificazione                        | 5 (1992, 2000, 2004, 2008, 2012)                                      |
| 24  | Ucraina          | 17 novembre 2015             | Vincitrice dello spareggio di qualificazione                        | 1 (2012)                                                              |

Nota bene: nella sezione "partecipazioni precedenti al torneo", le date in grassetto indicano che la nazione ha vinto quella edizione del torneo, mentre le date in corsivo indicano la nazione ospitante.

## Convocazioni
Prima dell'inizio della rassegna europea, molti giocatori hanno dovuto rinunciare alla convocazione causa infortunio: tra essi figurano il nordirlandese Chris Brunt (infortunio al legamento crociato rimediato nel mese di febbraio 2016), l'inglese Jack Butland (frattura alla caviglia subita durante l'amichevole Germania-Inghilterra), i portoghesi Fábio Coentrão (lesione muscolare alla coscia) e Danny (rottura del legamento crociato); lo svizzero Josip Drmić attaccante dell'Amburgo (infortunio al ginocchio), i tedeschi İlkay Gündoğan (rottura della rotula), Marco Reus (problema agli adduttori) e Antonio Rüdiger (lesione del crociato anteriore), il capitano del Belgio Vincent Kompany (problema al polpaccio), i francesi Aymeric Laporte (rottura del malleolo), Kurt Zouma (infortunio al ginocchio destro), Lassana Diarra (infortunio al ginocchio), Raphaël Varane (infortunio alla coscia) e Jérémy Mathieu (infortunio al polpaccio), gli italiani Claudio Marchisio (rottura del legamento crociato), Marco Verratti (rimozione di un'ernia inguinale molto dolorosa), Mattia Perin (rottura del legamento crociato anteriore del ginocchio destro) Riccardo Montolivo (infortunio al polpaccio), e il terzino destro spagnolo Daniel Carvajal (lesione al tendine del ginocchio).

## Riassunto del torneo

Piazzamenti delle nazionali a Euro 2016
Vincitore
Secondo posto
Semifinali
Quarti di finale
Ottavi di finale
Fase a Gironi

Vincitore
     Secondo posto
     Semifinali
     Quarti di finale
     Ottavi di finale
     Fase a Gironi

### Fase a gironi

#### Gruppo A
Il Gruppo A, costituito dalla Francia padrona di casa, include Svizzera, Romania e l'esordiente Albania.
Per la partita inaugurale Francia-Romania, svoltasi il 10 giugno a Saint-Denis e finita 2-1, vengono adottate imponenti misure di sicurezza in seguito agli attentati di Parigi del 13 novembre 2015. Il giorno dopo, a Lens, la Svizzera batte invece per 1-0 l'Albania con il gol di Schär.
Nella seconda giornata, la partita tra Romania e Svizzera termina 1-1, con rigore di Stancu e pareggio di Admir Mehmedi nel secondo tempo. A seguire, la Francia batte l'Albania per 2-0 con reti di Griezmann e Payet, e si qualificano matematicamente agli ottavi di finale.

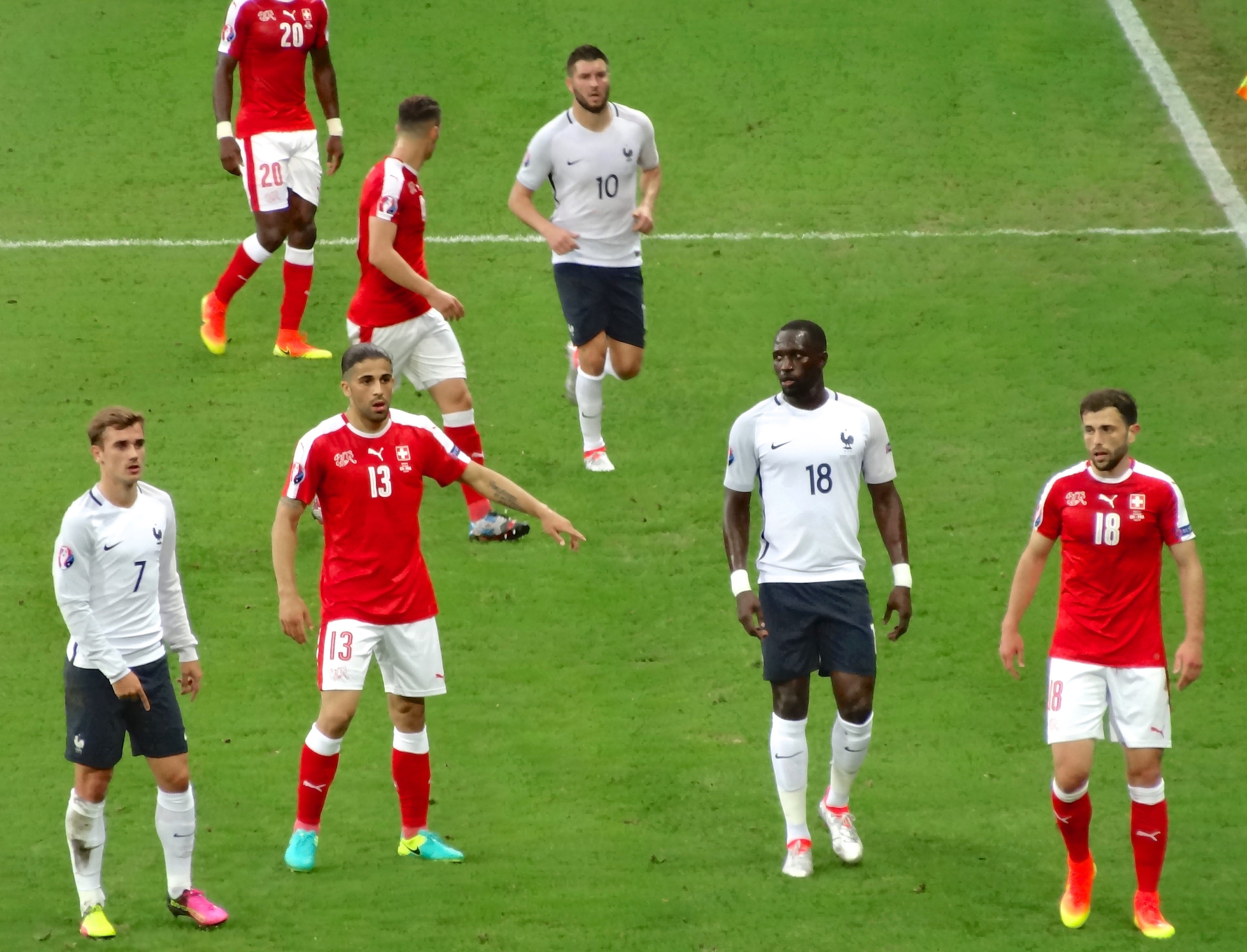
Il 19 giugno 2016 la pareggia a reti bianche con la, chiudendo il suo girone al primo posto.

Nell'ultima giornata del girone, la Svizzera pareggia contro la Francia 0-0 e si qualifica anch'essa agli ottavi, al secondo posto. Nell'altro incontro, l'Albania supera la Romania 1-0, grazie alla rete di Sadiku, segnando il suo primo gol e la sua prima vittoria in una fase finale di un Europeo; termina il girone al terzo posto a 3 punti, ma non riesce a classificarsi come una delle migliori terze.

#### Gruppo B
Il gruppo B è composto da Inghilterra, Russia, Galles e Slovacchia, queste ultime due al loro esordio in un Campionato europeo.
Nelle partite del primo turno, il Galles batte la Slovacchia per 2-1 con Gareth Bale e Hal Robson-Kanu contro lo slovacco Ondrej Duda, mentre Inghilterra e Russia pareggiano 1-1 con i gol di Eric Dier e Vasilij Berezuckij.
Il terzo incontro vede la vittoria della Slovacchia sulla Russia, grazie alle reti di Vladimir Weiss e di Marek Hamšík nel primo tempo, precedenti alla rete del russo Denis Glušakov all'80'; questa partita è la terza nella storia degli Europei ad essersi disputata in uno stadio coperto, lo Stade Pierre Mauroy, dopo Turchia-Portogallo all'Amsterdam Arena a Euro 2000 e Polonia-Grecia allo stadio Nazionale di Varsavia a Euro 2012. A seguire, il Galles passa in vantaggio con Bale contro l'Inghilterra, la quale rimonta però grazie a Jamie Vardy e Daniel Sturridge.
L'ultima giornata vede giocare in contemporanea Slovacchia-Inghilterra e Russia-Galles. La prima partita finisce 0-0, mentre il Galles sconfigge per 3-0 la Russia con Ramsey, Bale e Taylor, vincendo il proprio girone davanti a Inghilterra, Slovacchia e Russia. Oltre a Galles e Inghilterra, accede agli ottavi anche la Slovacchia come migliore terza, avendo conquistato 4 punti nel proprio girone.

#### Gruppo C
Il gruppo C è costituito dalla Germania, campione del mondo in carica, la Polonia e l'Ucraina ospitanti dell'edizione precedente dell'europeo, e l'esordiente Irlanda del Nord.

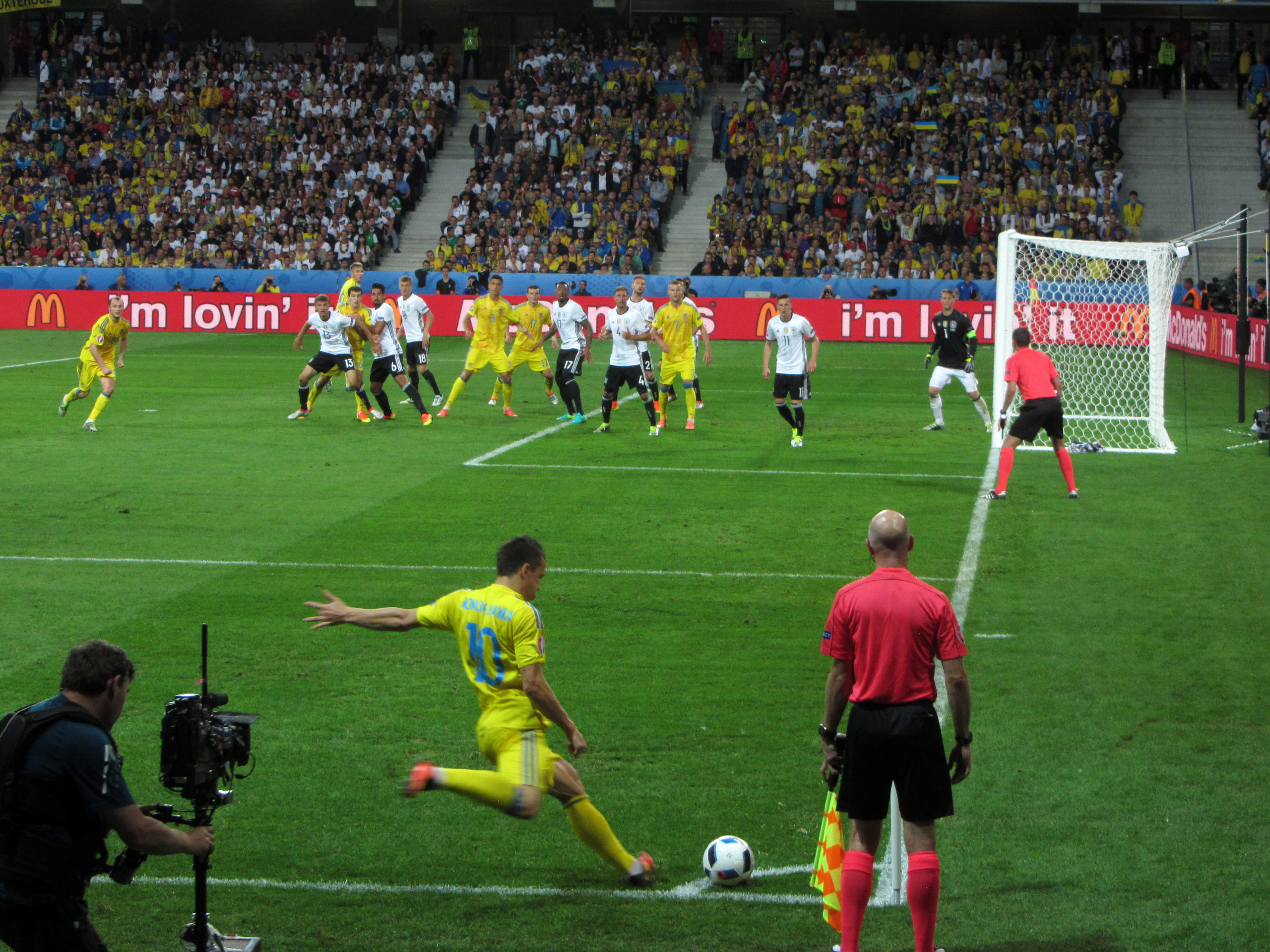
Un momento della sfida tra e, 12 giugno 2016

Nel primo incontro la Polonia sconfigge per 1-0 l'Irlanda del Nord grazie al gol di Arkadiusz Milik. La Germania sconfigge invece l'Ucraina per 2-0 con i gol di Mustafi e Schweinsteiger.
La terza gara vede affrontarsi l'Ucraina e l'Irlanda del Nord, con i nordirlandesi che vincono 2-0 grazie alla rete di McAuley al 49' e al gol di McGinn al 96', ottenendo così la loro prima vittoria assoluta nella fase finale di un europeo, mentre l'Ucraina, in virtù di questo risultato, è aritmeticamente ultima nel girone e dunque eliminata dalla competizione. Nel quarto incontro si affrontano Germania e Polonia, che però termina 0-0 .
Nell'ultima giornata, la Germania batte 1-0 l'Irlanda del Nord grazie alla rete di Mario Gómez mentre la Polonia batte l'Ucraina grazie alla rete di Błaszczykowski al 54'. Quest'ultima, in quanto seconda del girone, approda agli ottavi insieme alla Germania prima, e all'Irlanda del Nord come una delle migliori terze con 3 punti nel proprio girone.

#### Gruppo D
Il gruppo D è composto dalla Spagna campione d'Europa in carica, dalla Croazia, dalla Rep. Ceca e dalla Turchia.
Nel primo incontro la Croazia prevale sulla Turchia per 1-0 grazie adi Luka Modrić. In seguito la Spagna batte la Repubblica Ceca sempre 1-0 grazie al gol di Gerard Piqué.
La Croazia affronta a seguire la Repubblica Ceca: Ivan Perišić e Ivan Rakitić portano i croati sul 2-0, ma nell'ultimo quarto d'ora la Repubblica Ceca segna un gol con Milan Škoda e pareggia al 94' con un rigore di Tomáš Necid. La Spagna sconfigge poi la Turchia 3-0 con due reti di Álvaro Morata e un gol di Nolito, e in virtù dei sei punti finora diviene la terza squadra a centrare la qualificazione aritmetica agli ottavi di finale.
Nell'ultima giornata la Croazia batte in rimonta la Spagna per 2-1: alla rete iniziale di Morata rispondono Kalinić e Perišić. La Turchia batte invece 2-0 la Repubblica Ceca grazie a Yılmaz e Ozan Tufan, ma non riesce ad accedere agli ottavi insieme a Croazia e Spagna come una delle migliori terze, ed è fuori dalla competizione come la Repubblica Ceca, ultima del gruppo.

#### Gruppo E
All'interno del gruppo E si trovano il Belgio, l'Italia vicecampione d'Europa in carica, la Svezia e l'Irlanda.
Nella prima partita del girone Irlanda e Svezia pareggiano 1-1: dopo il vantaggio irlandese di Wes Hoolahan, il difensore irlandese Ciaran Clark commette autogol. Nell'altra gara del gruppo l'Italia batte il Belgio per 2-0, grazie alle reti di Emanuele Giaccherini e di Graziano Pellè.
Nella seconda giornata l'Italia batte la Svezia con un gol di Éder, e diventa la seconda squadra, dopo la Francia, a qualificarsi alla fase ad eliminazione diretta; inoltre, per la prima volta nella sua storia negli Europei non subisce alcun tiro nello specchio della porta. Nell'altra partita, il Belgio supera l'Irlanda vincendo 3-0, con doppietta di Romelu Lukaku e colpo di testa di Axel Witsel, e così l'Italia è aritmeticamente la vincitrice del girone E per il criterio degli scontri diretti. Con questo match, la fase finale del torneo supera inoltre un milione di spettatori in totale.
Nell'ultimo turno, l'Irlanda batte l'Italia per 1-0 con la rete di Robbie Brady all'85', mentre il Belgio sconfigge 1-0 la Svezia grazie alla rete di Radja Nainggolan all'84'. Il girone si chiude così con l'Italia prima, il Belgio secondo, l'Irlanda qualificata come una delle migliori terze con quattro punti e la Svezia, ultima, eliminata con uno solo.

#### Gruppo F
Il gruppo F è formato dal Portogallo, dall'Austria, dall'esordiente Islanda e dall'Ungheria, che non appariva dall'edizione del 1972 in Belgio.

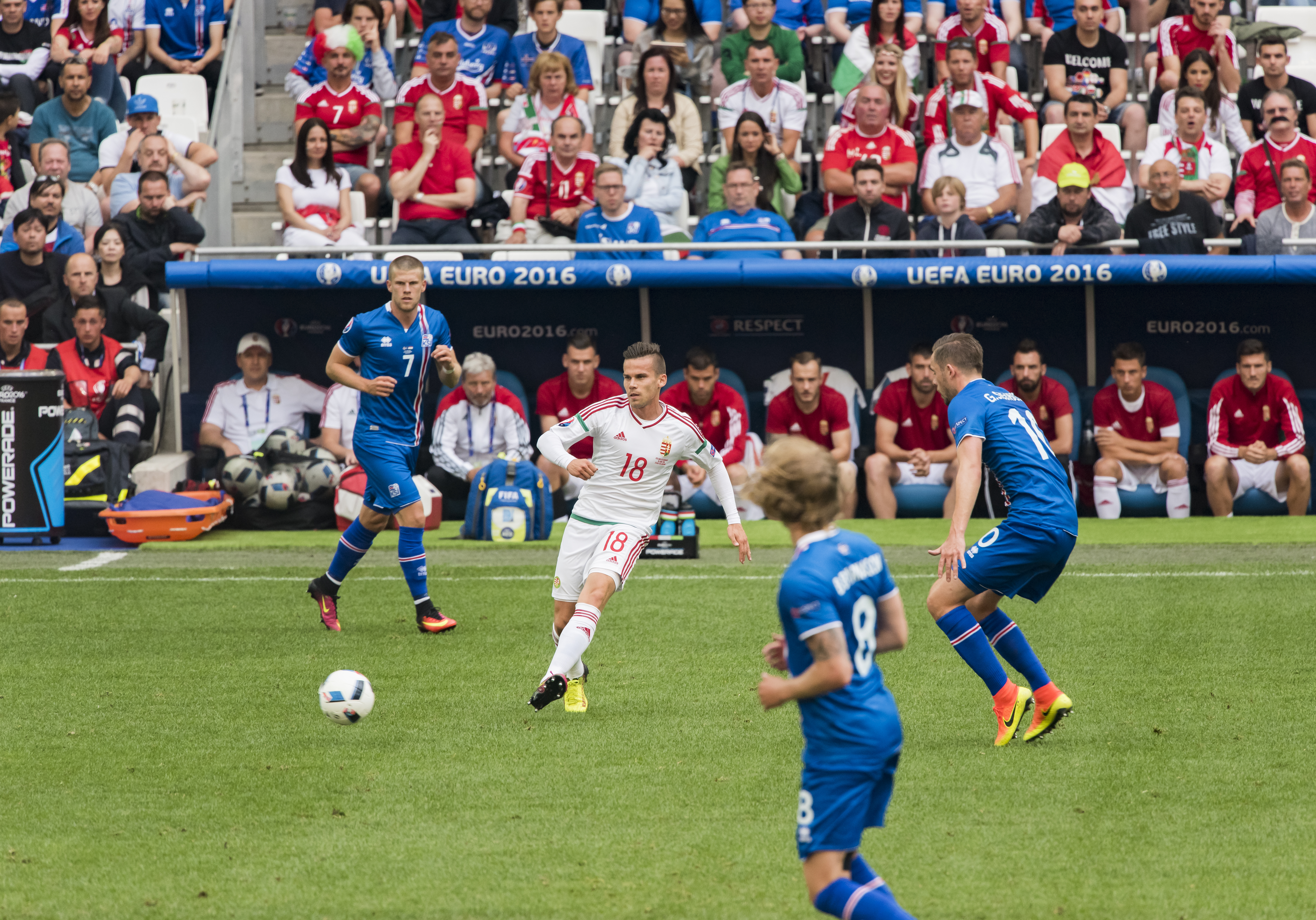
Un momento di gioco tra e, gara conclusa con il punteggio di 1-1

La prima partita vede la vittoria dell'Ungheria sull'Austria per 2-0 grazie alle reti di Ádám Szalai e di Zoltán Stieber; qui il portiere ungherese Gábor Király stabilisce a 40 anni e 2 mesi il primato di giocatore più anziano a scendere in campo durante un Europeo, superando così il record appartenuto in precedenza al tedesco Lothar Matthäus, che a Euro 2000 vi aveva partecipato a 39 anni. In seguito, si gioca Portogallo-Islanda: Nani porta avanti i portoghesi nel primo tempo e sigla il gol numero 600 nella storia degli Europei, ma Birkir Bjarnason pareggia e realizza il primo gol islandese nella storia degli Europei.
Nel secondo turno l'Ungheria affronta l'Islanda: l'iniziale vantaggio di Gylfi Sigurðsson su rigore è replicato da un'autorete di Birkir Sævarsson, e l'incontro finisce 1-1. In seguito, il Portogallo pareggia a reti bianche contro l'Austria, con Cristiano Ronaldo che sbaglia un rigore al 79'.
Nell'ultima giornata l'Islanda vince per la prima volta nella competizione battendo 2-1 l'Austria grazie al gol al 94' di Traustason, assicurandosi il secondo posto nel girone, mentre l'Ungheria pareggia 3-3 con il Portogallo, con Cristiano Ronaldo e Balázs Dzsudzsák protagonisti con una doppietta ciascuno, e si qualifica al primo posto. Il Portogallo si qualifica invece come una delle migliori terze.

### Fase a eliminazione diretta

#### Ottavi di finale

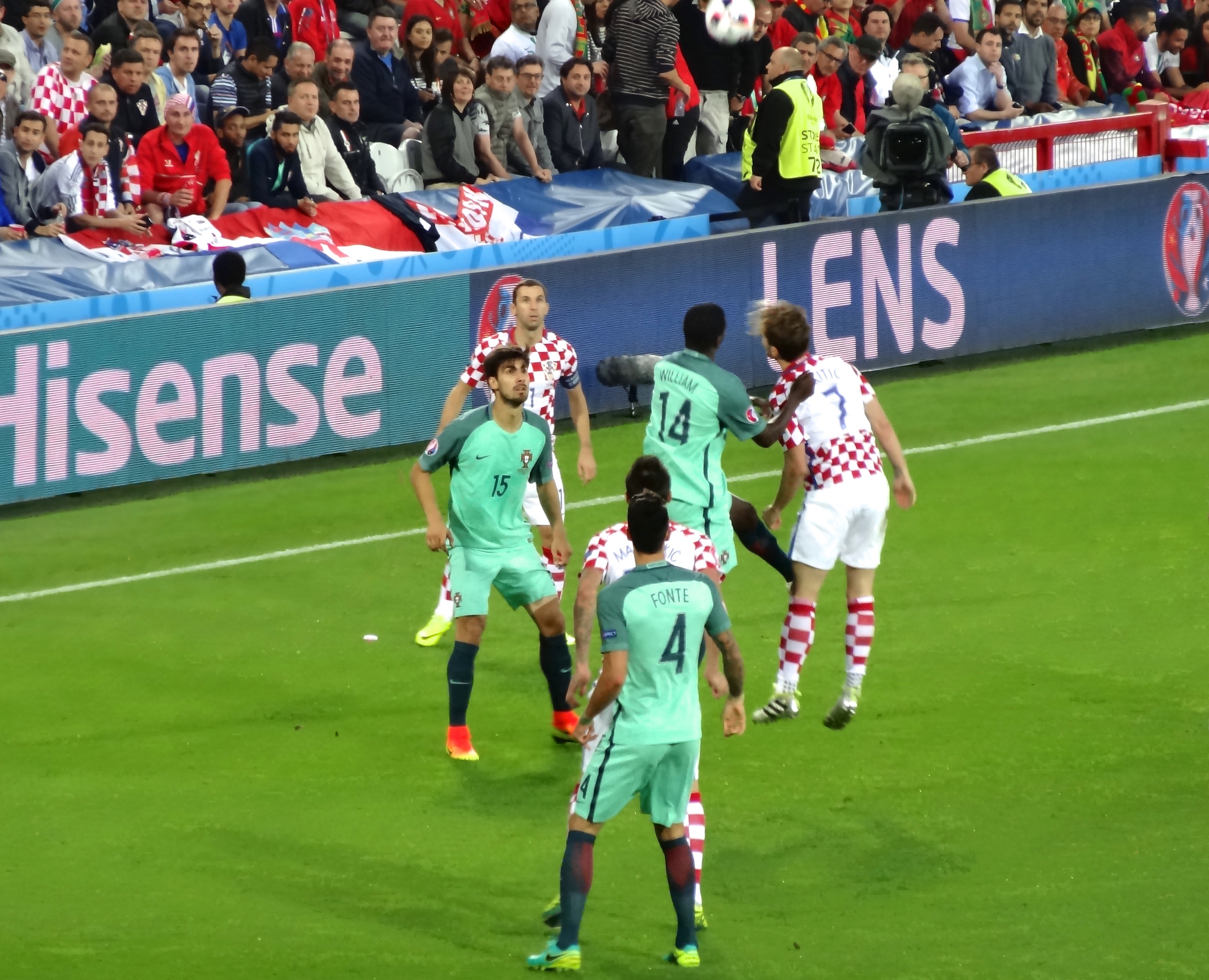
Un frangente dell'ottavo tra e, vinto dai lusitani per 1-0

Il giorno degli ottavi di finale dell'Europeo è il 25 giugno, e vede fronteggiarsi per prime Polonia e Svizzera a Saint-Étienne: la partita termina ai tempi supplementari sull'1-1 dopo il vantaggio polacco grazie a Błaszczykowski e il successivo pareggio di Shaqiri. Ai tiri di rigore risulta vincitrice la Polonia, che si qualifica ai quarti di finale. A seguire, a Parigi, il Galles batte l'Irlanda del Nord per 1-0, grazie a un'autorete di Gareth McAuley al 75', e ottiene anch'esso la prima qualificazione ai quarti di finale. Nel terzo ottavo, Croazia-Portogallo, i regolamentari finiscono a reti vuote, quindi il Portogallo batte la Croazia nei tempi supplementari grazie al gol Ricardo Quaresma, che al 117' raccoglie una respinta del portiere su tiro di Ronaldo e realizza di testa a porta vuota la rete che consegna la prima vittoria dei portoghesi nella fase finale e il conseguente passaggio ai quarti di finale.
Il giorno dopo, a Décines-Charpieu la Francia batte l'Irlanda 2-1, grazie alla doppietta di Griezmann che rimonta il vantaggio di Robbie Brady su calcio di rigore al 2'. A Villeneuve-d'Ascq, la Germania prevale invece con un risultato 3-0 sulla Slovacchia, grazie alle reti di Jérôme Boateng, di Mario Gómez e di Julian Draxler. A Tolosa, il Belgio batte invece l'Ungheria per 4-0 (a segno Toby Alderweireld, Michy Batshuayi, Eden Hazard e Yannick Carrasco).
Il 27 giugno l'Italia batte la Spagna per 2-0, grazie alle reti di Giorgio Chiellini e Pellè; e con un pubblico pari a 76 165, la partita detiene il più alto numero di spettatori nel torneo. A seguire, l'esordiente Islanda batte l'Inghilterra in rimonta per 2-1, con le reti di Ragnar Sigurðsson e di Kolbeinn Sigþórsson in risposta al rigore di Wayne Rooney. Con questa partita, si superano i due milioni di spettatori in totale nella fase finale della competizione, e l'Inghilterra mantiene il suo "record" negativo di non aver mai vinto una partita nella fase ad eliminazione diretta fuori casa.

#### Quarti di finale
Il 30 giugno, iniziano i quarti di finale. A Marsiglia Portogallo e Polonia pareggiano dopo i tempi regolamentari e supplementari per 1-1, grazie alle reti di Robert Lewandowski, che ha segnato il gol più veloce della competizione, e di Renato Sanches. Nei calci di rigore il Portogallo prevale per 5-3, dopo la parata di Rui Patrício sul tiro di Błaszczykowski, e l'ultimo e rigore realizzato da Quaresma.
Il giorno dopo, a Villeneuve-d'Ascq, il Galles batte il Belgio vincendo 3-1 e si qualifica per la prima volta anche alle semifinali di una manifestazione internazionale: alla rete iniziale di Radja Nainggolan rispondono in successione Ashley Williams, Hal Robson-Kanu e Sam Vokes. Il 2 luglio, a Bordeaux, la Germania affronta l'Italia (che gioca con il lutto al braccio per commemorare le vittime italiane dell'attentato di Dacca.) La partita si conclude 1-1, dopo la marcatura di Mesut Özil e il pareggio su rigore di Leonardo Bonucci, accordato dopo un fallo di mano in area di Boateng, e viene decisa anch'essa ai rigori: dopo l'errore di Matteo Darmian, il diciottesimo e ultimo tiro dal dischetto è messo a segno da Jonas Hector, che consegna il passaggio alle semifinali ai tedeschi, i quali prevalgono per 6-5 ed eliminano per la prima volta l'Italia in uno scontro ad eliminazione diretta in un torneo internazionale.
L'ultimo quarto, svoltosi il giorno dopo, vede la Francia superare l'Islanda col punteggio di 5-2, nell'incontro con più reti dell'intera competizione: doppietta di Giroud e reti Paul Pogba, Payet e Griezmann per la Francia, contro i gol islandesi di Sigþórsson e Bjarnason.

#### Semifinali

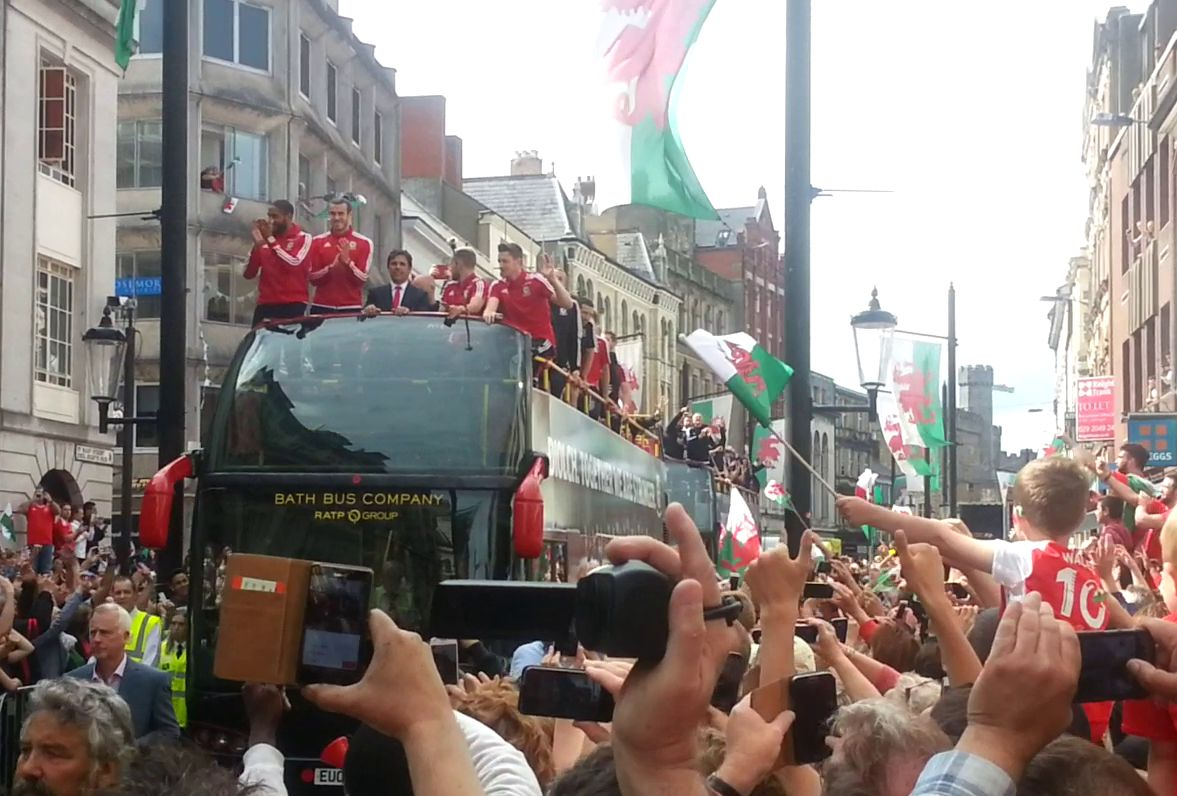
I giocatori del, dopo la sconfitta in semifinale contro il, vengono accolti dai tifosi a Cardiff

Nella prima semifinale, a Décines-Charpieu, il Portogallo batte il Galles 2-0, con le reti di Cristiano Ronaldo e Nani, ottenendo la sua prima vittoria nei tempi regolamentari della fase finale e diventando così la prima finalista del torneo.
Il giorno dopo, la Francia supera la Germania 2-0, grazie alla doppietta di Griezmann.

#### Finale
Francia e Portogallo si affrontano per la terza volta nella fase finale di un Europeo dopo i precedenti in semifinale del 1984 e del 2000 e a distanza di dieci anni dall'ultimo confronto ufficiale, la semifinale del mondiale 2006 in Germania (tutti vinti dai francesi che avevano una serie aperta di dieci vittorie consecutive contro quella portoghese, tra gare ufficiali ed amichevoli, ed un'imbattibilità che durava da quarantuno anni).
Sia la Francia che il Portogallo vanno vicine al gol, con un palo colpito da André-Pierre Gignac nei minuti di recupero del secondo tempo per i francesi e con una punizione sulla traversa di Raphaël Guerreiro nel secondo tempo supplementare per i lusitani. Al 109', Éder, entrato nella ripresa al posto di Renato Sanches, tira da fuori area battendo Hugo Lloris e segna il gol che regala al Portogallo il suo primo trofeo europeo.

## Risultati

### Fase a gironi

#### Gruppo A

##### Classifica
| Pos. | Squadra  | Pt | G | V | N | P | GF | GS | DR |
| ---- | -------- | -- | - | - | - | - | -- | -- | -- |
| 1.   | Francia  | 7  | 3 | 2 | 1 | 0 | 4  | 1  | +3 |
| 2.   | Svizzera | 5  | 3 | 1 | 2 | 0 | 2  | 1  | +1 |
| 3.   | Albania  | 3  | 3 | 1 | 0 | 2 | 1  | 3  | -2 |
| 4.   | Romania  | 1  | 3 | 0 | 1 | 2 | 2  | 4  | -2 |

##### Incontri
| Arbitro: | Kassai |

|                      |           |                   |
| Giroud 57’ Payet 89’ | Marcatori | 65’ (rig.) Stancu |

| Arbitro: | Velasco Carballo |

|  |           |          |
|  | Marcatori | 5’ Schär |

| Arbitro: | Karasëv |

|                   |           |             |
| Stancu 18’ (rig.) | Marcatori | 57’ Mehmedi |

| Arbitro: | Collum |

|                           |           |  |
| Griezmann 90’ Payet 90+6’ | Marcatori |  |

| Villeneuve-d'Ascq 19 giugno 2016, ore 21:00 CEST Incontro 25 | Svizzera | 0 – 0 referto | Francia | Stadio Pierre Mauroy (45 616 spett.)\| Arbitro: \| Skomina \| |
| Arbitro:                                                     | Skomina  |               |         |                                                               |

| Arbitro: | Královec |

|  |           |            |
|  | Marcatori | 43’ Sadiku |

#### Gruppo B

##### Classifica
| Pos. | Squadra     | Pt | G | V | N | P | GF | GS | DR |
| ---- | ----------- | -- | - | - | - | - | -- | -- | -- |
| 1.   | Galles      | 6  | 3 | 2 | 0 | 1 | 6  | 3  | +3 |
| 2.   | Inghilterra | 5  | 3 | 1 | 2 | 0 | 3  | 2  | +1 |
| 3.   | Slovacchia  | 4  | 3 | 1 | 1 | 1 | 3  | 3  | 0  |
| 4.   | Russia      | 1  | 3 | 0 | 1 | 2 | 2  | 6  | -4 |

##### Incontri
| Arbitro: | Moen |

|                          |           |          |
| Bale 10’ Robson-Kanu 81’ | Marcatori | 61’ Duda |

| Arbitro: | Rizzoli |

|          |           |                  |
| Dier 73’ | Marcatori | 90+2’ Berezuckij |

| Arbitro: | Skomina |

|              |           |                      |
| Glušakov 80’ | Marcatori | 32’ Weiss 45’ Hamšík |

| Arbitro: | Brych |

|                           |           |          |
| Vardy 56’ Sturridge 90+2’ | Marcatori | 42’ Bale |

| Saint-Étienne 20 giugno 2016, ore 21:00 CEST Incontro 28 | Slovacchia       | 0 – 0 referto | Inghilterra | Stadio Geoffroy Guichard (39 051 spett.)\| Arbitro: \| Velasco Carballo \| |
| Arbitro:                                                 | Velasco Carballo |               |             |                                                                            |

| Arbitro: | Eriksson |

|  |           |                                |
|  | Marcatori | 11’ Ramsey 20’ Taylor 67’ Bale |

#### Gruppo C

##### Classifica
| Pos. | Squadra          | Pt | G | V | N | P | GF | GS | DR |
| ---- | ---------------- | -- | - | - | - | - | -- | -- | -- |
| 1.   | Germania         | 7  | 3 | 2 | 1 | 0 | 3  | 0  | +3 |
| 2.   | Polonia          | 7  | 3 | 2 | 1 | 0 | 2  | 0  | +2 |
| 3.   | Irlanda del Nord | 3  | 3 | 1 | 0 | 2 | 2  | 2  | 0  |
| 4.   | Ucraina          | 0  | 3 | 0 | 0 | 3 | 0  | 5  | -5 |

##### Incontri
| Arbitro: | Hațegan |

|           |           |  |
| Milik 51’ | Marcatori |  |

| Arbitro: | Atkinson |

|                                  |           |  |
| Mustafi 19’ Schweinsteiger 90+2’ | Marcatori |  |

| Arbitro: | Královec |

|  |           |                          |
|  | Marcatori | 49’ McAuley 90+6’ McGinn |

| Saint-Denis 16 giugno 2016, ore 21:00 CEST Incontro 18 | Germania | 0 – 0 referto | Polonia | Stade de France (73 648 spett.)\| Arbitro: \| Kuipers \| |
| Arbitro:                                               | Kuipers  |               |         |                                                          |

| Arbitro: | Turpin |

|  |           |           |
|  | Marcatori | 30’ Gómez |

| Arbitro: | Moen |

|  |           |                    |
|  | Marcatori | 54’ Błaszczykowski |

#### Gruppo D

##### Classifica
| Pos. | Squadra   | Pt | G | V | N | P | GF | GS | DR |
| ---- | --------- | -- | - | - | - | - | -- | -- | -- |
| 1.   | Croazia   | 7  | 3 | 2 | 1 | 0 | 5  | 3  | +2 |
| 2.   | Spagna    | 6  | 3 | 2 | 0 | 1 | 5  | 2  | +3 |
| 3.   | Turchia   | 3  | 3 | 1 | 0 | 2 | 2  | 4  | -2 |
| 4.   | Rep. Ceca | 1  | 3 | 0 | 1 | 2 | 2  | 5  | -3 |

##### Incontri
| Arbitro: | Eriksson |

|  |           |            |
|  | Marcatori | 41’ Modrić |

| Arbitro: | Marciniak |

|           |           |  |
| Piqué 87’ | Marcatori |  |

| Arbitro: | Clattenburg |

|                              |           |                         |
| Škoda 76’ Necid 90+4’ (rig.) | Marcatori | 37’ Perišić 59’ Rakitić |

| Arbitro: | Mažić |

|                            |           |  |
| Morata 34’, 48’ Nolito 37’ | Marcatori |  |

| Arbitro: | Kuipers |

|                         |           |           |
| Kalinić 45’ Perišić 87’ | Marcatori | 7’ Morata |

| Arbitro: | Collum |

|  |           |                      |
|  | Marcatori | 10’ Yılmaz 65’ Tufan |

#### Gruppo E

##### Classifica
| Pos. | Squadra | Pt | G | V | N | P | GF | GS | DR |
| ---- | ------- | -- | - | - | - | - | -- | -- | -- |
| 1.   | Italia  | 6  | 3 | 2 | 0 | 1 | 3  | 1  | +2 |
| 2.   | Belgio  | 6  | 3 | 2 | 0 | 1 | 4  | 2  | +2 |
| 3.   | Irlanda | 4  | 3 | 1 | 1 | 1 | 2  | 4  | -2 |
| 4.   | Svezia  | 1  | 3 | 0 | 1 | 2 | 1  | 3  | -2 |

##### Incontri
| Arbitro: | Mažić |

|              |           |                  |
| Hoolahan 48’ | Marcatori | 71’ (aut.) Clark |

| Arbitro: | Clattenburg |

|  |           |                             |
|  | Marcatori | 32’ Giaccherini 90+2’ Pellè |

| Arbitro: | Kassai |

|          |           |  |
| Éder 88’ | Marcatori |  |

| Arbitro: | Çakır |

|                            |           |  |
| Lukaku 48’, 70’ Witsel 61’ | Marcatori |  |

| Arbitro: | Brych |

|  |           |                |
|  | Marcatori | 84’ Nainggolan |

| Arbitro: | Hațegan |

|  |           |           |
|  | Marcatori | 85’ Brady |

#### Gruppo F

##### Classifica
| Pos. | Squadra    | Pt | G | V | N | P | GF | GS | DR |
| ---- | ---------- | -- | - | - | - | - | -- | -- | -- |
| 1.   | Ungheria   | 5  | 3 | 1 | 2 | 0 | 6  | 4  | +2 |
| 2.   | Islanda    | 5  | 3 | 1 | 2 | 0 | 4  | 3  | +1 |
| 3.   | Portogallo | 3  | 3 | 0 | 3 | 0 | 4  | 4  | 0  |
| 4.   | Austria    | 1  | 3 | 0 | 1 | 2 | 1  | 4  | -3 |

##### Incontri
| Arbitro: | Turpin |

|  |           |                        |
|  | Marcatori | 62’ Szalai 87’ Stieber |

| Arbitro: | Çakır |

|          |           |               |
| Nani 31’ | Marcatori | 50’ Bjarnason |

| Arbitro: | Karasëv |

|                       |           |                      |
| Sigurðsson 40’ (rig.) | Marcatori | 88’ (aut.) Sævarsson |

| Parigi 18 giugno 2016, ore 21:00 CEST Incontro 24 | Portogallo | 0 – 0 referto | Austria | Parco dei Principi (44 291 spett.)\| Arbitro: \| Rizzoli \| |
| Arbitro:                                          | Rizzoli    |               |         |                                                             |

| Arbitro: | Atkinson |

|                             |           |                           |
| Gera 19’ Dzsudzsák 47’, 55’ | Marcatori | 42’ Nani 50’, 62’ Ronaldo |

| Arbitro: | Marciniak |

|                                 |           |            |
| Böðvarsson 18’ Traustason 90+4’ | Marcatori | 60’ Schöpf |

#### Raffronto tra le terze classificate

##### Criteri applicati
Tra le terze classificate di ogni girone, si applicano i seguenti criteri per stabilire il passaggio del turno delle migliori quattro squadre:
- maggior numero di punti ottenuti nella fase a gironi;
- più alta differenza reti complessiva;
- maggior numero di reti segnate nel girone;
- migliore condotta fair play, calcolata partendo da 10 punti per squadra, che vengono decurtati in questo modo:
  1. ogni ammonizione: un punto;
  2. ogni doppia ammonizione o espulsione: tre punti;
  3. ogni espulsione diretta dopo un'ammonizione: quattro punti;
- più alta posizione nel ranking UEFA aggiornato all'ultima data utile prima dell'inizio del torneo;

##### Classifica
| Pos. | Squadra          | Pt | G | V | N | P | GF | GS | DR | Gruppo |
| ---- | ---------------- | -- | - | - | - | - | -- | -- | -- | ------ |
| 1.   | Slovacchia       | 4  | 3 | 1 | 1 | 1 | 3  | 3  | 0  | B      |
| 2.   | Irlanda          | 4  | 3 | 1 | 1 | 1 | 2  | 4  | -2 | E      |
| 3.   | Portogallo       | 3  | 3 | 0 | 3 | 0 | 4  | 4  | 0  | F      |
| 4.   | Irlanda del Nord | 3  | 3 | 1 | 0 | 2 | 2  | 2  | 0  | C      |
| 5.   | Turchia          | 3  | 3 | 1 | 0 | 2 | 2  | 4  | -2 | D      |
| 6.   | Albania          | 3  | 3 | 1 | 0 | 2 | 1  | 3  | -2 | A      |

### Fase a eliminazione diretta

#### Tabellone
|  | Ottavi di finale | Ottavi di finale | Ottavi di finale |                  |                  | Quarti di finale | Quarti di finale | Quarti di finale |  |  | Semifinali | Semifinali | Semifinali |  |  | Finale | Finale | Finale |  |
|  |                  |                  |                  |                  |                  |                  |                  |                  |  |  |            |            |            |  |  |        |        |        |  |
|  | 2A               | Svizzera         | 1 (4)            |                  |                  |                  |                  |                  |  |  |            |            |            |  |  |        |        |        |  |
|  | 2A               | Svizzera         | 1 (4)            |                  |                  |                  |                  |                  |  |  |            |            |            |  |  |        |        |        |  |
|  | 2C               | Polonia (dtr)    | 1 (5)            |                  |                  |                  |                  |                  |  |  |            |            |            |  |  |        |        |        |  |
|  | 2C               | Polonia (dtr)    | 1 (5)            |                  | Polonia          | Polonia          | 1 (3)            |                  |  |  |            |            |            |  |  |        |        |        |  |
|  |                  |                  |                  |                  | Polonia          | Polonia          | 1 (3)            |                  |  |  |            |            |            |  |  |        |        |        |  |
|  |                  |                  | Portogallo (dtr) | Portogallo (dtr) | 1 (5)            |                  |                  |                  |  |  |            |            |            |  |  |        |        |        |  |
|  | 1D               | Croazia          | Portogallo (dtr) | Portogallo (dtr) | 1 (5)            | 0                |                  |                  |  |  |            |            |            |  |  |        |        |        |  |
|  | 1D               | Croazia          |                  |                  |                  |                  |                  |                  |  |  |            |            |            |  |  |        |        |        |  |
|  | 3F               | Portogallo (dts) | 1                |                  |                  |                  |                  |                  |  |  |            |            |            |  |  |        |        |        |  |
|  | 3F               | Portogallo (dts) | 1                |                  | Portogallo       | Portogallo       | 2                |                  |  |  |            |            |            |  |  |        |        |        |  |
|  |                  |                  |                  |                  |                  |                  |                  |                  |  |  |            |            |            |  |  |        |        |        |  |
|  |                  |                  | Galles           | Galles           | 0                |                  |                  |                  |  |  |            |            |            |  |  |        |        |        |  |
|  | 1B               | Galles           | Galles           | Galles           | 0                | 1                |                  |                  |  |  |            |            |            |  |  |        |        |        |  |
|  | 1B               | Galles           |                  |                  |                  |                  |                  |                  |  |  |            |            |            |  |  |        |        |        |  |
|  | 3C               | Irlanda del Nord | 0                |                  |                  |                  |                  |                  |  |  |            |            |            |  |  |        |        |        |  |
|  | 3C               | Irlanda del Nord | 0                |                  | Galles           | Galles           | 3                |                  |  |  |            |            |            |  |  |        |        |        |  |
|  |                  |                  |                  |                  | Galles           | Galles           | 3                |                  |  |  |            |            |            |  |  |        |        |        |  |
|  |                  |                  | Belgio           | Belgio           | 1                |                  |                  |                  |  |  |            |            |            |  |  |        |        |        |  |
|  | 1F               | Ungheria         | Belgio           | Belgio           | 1                | 0                |                  |                  |  |  |            |            |            |  |  |        |        |        |  |
|  | 1F               | Ungheria         |                  |                  |                  |                  |                  |                  |  |  |            |            |            |  |  |        |        |        |  |
|  | 2E               | Belgio           | 4                |                  |                  |                  |                  |                  |  |  |            |            |            |  |  |        |        |        |  |
|  | 2E               | Belgio           | 4                |                  | Portogallo (dts) | Portogallo (dts) | 1                |                  |  |  |            |            |            |  |  |        |        |        |  |
|  |                  |                  |                  |                  |                  |                  |                  |                  |  |  |            |            |            |  |  |        |        |        |  |
|  |                  |                  | Francia          | Francia          | 0                |                  |                  |                  |  |  |            |            |            |  |  |        |        |        |  |
|  | 1C               | Germania         | Francia          | Francia          | 0                | 3                |                  |                  |  |  |            |            |            |  |  |        |        |        |  |
|  | 1C               | Germania         |                  |                  |                  |                  |                  |                  |  |  |            |            |            |  |  |        |        |        |  |
|  | 3B               | Slovacchia       | 0                |                  |                  |                  |                  |                  |  |  |            |            |            |  |  |        |        |        |  |
|  | 3B               | Slovacchia       | 0                |                  | Germania (dtr)   | Germania (dtr)   | 1 (6)            |                  |  |  |            |            |            |  |  |        |        |        |  |
|  |                  |                  |                  |                  | Germania (dtr)   | Germania (dtr)   | 1 (6)            |                  |  |  |            |            |            |  |  |        |        |        |  |
|  |                  |                  | Italia           | Italia           | 1 (5)            |                  |                  |                  |  |  |            |            |            |  |  |        |        |        |  |
|  | 1E               | Italia           | Italia           | Italia           | 1 (5)            | 2                |                  |                  |  |  |            |            |            |  |  |        |        |        |  |
|  | 1E               | Italia           |                  |                  |                  |                  |                  |                  |  |  |            |            |            |  |  |        |        |        |  |
|  | 2D               | Spagna           | 0                |                  |                  |                  |                  |                  |  |  |            |            |            |  |  |        |        |        |  |
|  | 2D               | Spagna           | 0                |                  | Germania         | Germania         | 0                |                  |  |  |            |            |            |  |  |        |        |        |  |
|  |                  |                  |                  |                  |                  |                  |                  |                  |  |  |            |            |            |  |  |        |        |        |  |
|  |                  |                  | Francia          | Francia          | 2                |                  |                  |                  |  |  |            |            |            |  |  |        |        |        |  |
|  | 1A               | Francia          | Francia          | Francia          | 2                | 2                |                  |                  |  |  |            |            |            |  |  |        |        |        |  |
|  | 1A               | Francia          |                  |                  |                  |                  |                  |                  |  |  |            |            |            |  |  |        |        |        |  |
|  | 3E               | Irlanda          | 1                |                  |                  |                  |                  |                  |  |  |            |            |            |  |  |        |        |        |  |
|  | 3E               | Irlanda          | 1                |                  | Francia          | Francia          | 5                |                  |  |  |            |            |            |  |  |        |        |        |  |
|  |                  |                  |                  |                  | Francia          | Francia          | 5                |                  |  |  |            |            |            |  |  |        |        |        |  |
|  |                  |                  | Islanda          | Islanda          | 2                |                  |                  |                  |  |  |            |            |            |  |  |        |        |        |  |
|  | 2B               | Inghilterra      | Islanda          | Islanda          | 2                | 1                |                  |                  |  |  |            |            |            |  |  |        |        |        |  |
|  | 2B               | Inghilterra      |                  |                  |                  |                  |                  |                  |  |  |            |            |            |  |  |        |        |        |  |
|  | 2F               | Islanda          | 2                |                  |                  |                  |                  |                  |  |  |            |            |            |  |  |        |        |        |  |

#### Ottavi di finale
| Arbitro: | Clattenburg |

|                                            |                      |                                                  |
| Shaqiri 82’                                | Marcatori            | 39’ Błaszczykowski                               |
| Lichtsteiner Xhaka Shaqiri Schär Rodríguez | Tiri di rigore 4 – 5 | Lewandowski Milik Glik Błaszczykowski Krychowiak |

| Arbitro: | Atkinson |

|                    |           |  |
| McAuley 75’ (aut.) | Marcatori |  |

| Arbitro: | Velasco Carballo |

|  |           |               |
|  | Marcatori | 117’ Quaresma |

| Arbitro: | Rizzoli |

|                    |           |                 |
| Griezmann 58’, 61’ | Marcatori | 2’ (rig.) Brady |

| Arbitro: | Marciniak |

|                                  |           |  |
| Boateng 8’ Gómez 43’ Draxler 63’ | Marcatori |  |

| Arbitro: | Mažić |

|  |           |                                                          |
|  | Marcatori | 10’ Alderweireld 78’ Batshuayi 80’ Hazard 90+1’ Carrasco |

| Arbitro: | Çakır |

|                           |           |  |
| Chiellini 33’ Pellè 90+1’ | Marcatori |  |

| Arbitro: | Skomina |

|                  |           |                              |
| Rooney 4’ (rig.) | Marcatori | 6’ Sigurðsson 18’ Sigþórsson |

#### Quarti di finale
| Arbitro: | Brych |

|                                       |                      |                                        |
| Lewandowski 2’                        | Marcatori            | 33’ Sanches                            |
| Lewandowski Milik Glik Błaszczykowski | Tiri di rigore 3 – 5 | Ronaldo Sanches Moutinho Nani Quaresma |

| Arbitro: | Skomina |

|                                        |           |                |
| Williams 31’ Robson-Kanu 55’ Vokes 86’ | Marcatori | 13’ Nainggolan |

| Arbitro: | Kassai |

|                                                                         |                      |                                                                           |
| Özil 65’                                                                | Marcatori            | 78’ (rig.) Bonucci                                                        |
| Kroos Müller Özil Draxler Schweinsteiger Hummels Kimmich Boateng Hector | Tiri di rigore 6 – 5 | Insigne Zaza Barzagli Pellè Bonucci Giaccherini Parolo De Sciglio Darmian |

| Arbitro: | Kuipers |

|                                                   |           |                              |
| Giroud 12’, 59’ Pogba 20’ Payet 43’ Griezmann 45’ | Marcatori | 56’ Sigþórsson 84’ Bjarnason |

#### Semifinali
| Arbitro: | Eriksson |

|                      |           |  |
| Ronaldo 50’ Nani 53’ | Marcatori |  |

| Arbitro: | Rizzoli |

|  |           |                             |
|  | Marcatori | 45+2’ (rig.), 72’ Griezmann |

#### Finale
| Arbitro: | Clattenburg |

|           |           |  |
| Éder 109’ | Marcatori |  |

## Statistiche

### Classifica marcatori
6 reti
- Antoine Griezmann (1 rig.)

3 reti
- Olivier Giroud
- Dimitri Payet
- Gareth Bale

- Cristiano Ronaldo
- Nani
- Álvaro Morata

2 reti
- Romelu Lukaku
- Radja Nainggolan
- Ivan Perišić
- Hal Robson-Kanu
- Mario Gómez
- Robbie Brady (1 rig.)
- Birkir Bjarnason

- Kolbeinn Sigþórsson
- Graziano Pellè
- Jakub Błaszczykowski
- Bogdan Stancu (2 rig.)
- Balázs Dzsudzsák

1 rete
- Armando Sadiku
- Alessandro Schöpf
- Toby Alderweireld
- Michy Batshuayi
- Yannick Carrasco
- Eden Hazard
- Axel Witsel
- Nikola Kalinić
- Luka Modrić
- Ivan Rakitić
- Paul Pogba
- Aaron Ramsey
- Neil Taylor
- Sam Vokes
- Ashley Williams
- Jérôme Boateng
- Julian Draxler
- Shkodran Mustafi
- Mesut Özil

- Bastian Schweinsteiger
- Eric Dier
- Wayne Rooney (1 rig.)
- Daniel Sturridge
- Jamie Vardy
- Wes Hoolahan
- Gareth McAuley
- Niall McGinn
- Jón Daði Böðvarsson
- Gylfi Sigurðsson (1 rig.)
- Ragnar Sigurðsson
- Arnór Ingvi Traustason
- Leonardo Bonucci (1 rig.)
- Giorgio Chiellini
- Éder
- Emanuele Giaccherini
- Robert Lewandowski
- Arkadiusz Milik
- Éder

- Ricardo Quaresma
- Renato Sanches
- Tomáš Necid (1 rig.)
- Milan Škoda
- Vasilij Berezuckij
- Denis Glušakov
- Ondrej Duda
- Marek Hamšík
- Vladimír Weiss
- Nolito
- Gerard Piqué
- Admir Mehmedi
- Fabian Schär
- Xherdan Shaqiri
- Ozan Tufan
- Burak Yılmaz
- Zoltán Gera
- Zoltán Stieber
- Ádám Szalai

Autoreti
- Ciaran Clark (1, pro  Svezia)
- Gareth McAuley (1, pro  Galles)
- Birkir Sævarsson (1, pro  Ungheria)

### Record
- Gol più veloce:  Robbie Brady (Francia-Irlanda, ottavi di finale, 26 giugno, 120º secondo[80]);
- Gol più lento:  Ricardo Quaresma (Croazia-Portogallo, ottavi di finale, 25 giugno, 117º minuto)
- Primo gol:  Olivier Giroud (Francia-Romania, partita inaugurale, 10 giugno, 57º minuto)
- Ultimo gol:  Éder (Portogallo-Francia, finale 1º posto, 10 luglio, 109º minuto)
- Miglior attacco:  Francia (13 reti segnate)
- Peggior attacco:  Ucraina (0 reti segnate)
- Miglior difesa:  Svizzera,  Polonia e  Italia (2 reti subite)
- Peggior difesa:  Islanda (9 reti subite)
- Miglior differenza reti:  Francia,  Galles,  Germania e  Spagna (+3)
- Partita con il maggior numero di gol:  Francia- Islanda 5-2 (quarti di finale, 3 luglio, 7 gol)
- Partita con il maggior scarto di gol:  Ungheria- Belgio 0-4 (ottavi di finale, 26 giugno, 4 gol di scarto)
- Partita con il maggior numero di spettatori:  Francia-Islanda  (quarti di finale, 3 luglio, 76 833 spettatori)
- Partita con il minor numero di spettatori:  Russia-Galles  (fase a gironi, 18 giugno, 28 840 spettatori)
- Media spettatori: 47,594 (3º posto nella storia degli Europei di calcio)

## Premi
Scarpa d'oro
 Antoine Griezmann
Giocatore del torneo
 Antoine Griezmann
Miglior giovane
 Renato Sanches
Squadra del torneo
| Portieri     | Difensori                                            | Centrocampisti                    | Attaccanti                                        |
| ------------ | ---------------------------------------------------- | --------------------------------- | ------------------------------------------------- |
| Rui Patrício | Joshua Kimmich Jérôme Boateng Pepe Raphaël Guerreiro | Toni Kroos Joe Allen Aaron Ramsey | Antoine Griezmann Cristiano Ronaldo Dimitri Payet |

## La squadra vincitrice
La squadra portoghese campione d'Europa 2016.
| Portogallo                           | Portogallo        | Portogallo        |
| Numero                               | Giocatore         | Squadra 2016      |
| Portieri                             | Portieri          | Portieri          |
| ------------------------------------ | ----------------- | ----------------- |
| 1                                    | Rui Patrício      | Sporting Lisbona  |
| 12                                   | Lopes             | Olympique Lione   |
| 22                                   | Eduardo           | Dinamo Zagabria   |
| Difensori                            |                   |                   |
| 2                                    | Alves             | Cagliari          |
| 3                                    | Pepe              | Real Madrid       |
| 4                                    | Fonte             | Southampton       |
| 5                                    | Guerreiro         | Borussia Dortmund |
| 6                                    | Ricardo Carvalho  | Monaco            |
| 11                                   | Vieirinha         | Wolfsburg         |
| 21                                   | Cédric            | Southampton       |
| Centrocampisti                       |                   |                   |
| 8                                    | Moutinho          | Monaco            |
| 10                                   | João Mário        | Sporting Lisbona  |
| 13                                   | Danilo Pereira    | Porto             |
| 14                                   | William Carvalho  | Sporting Lisbona  |
| 15                                   | Andrè Gomes       | Valencia          |
| 16                                   | Sanches           | Bayern Monaco     |
| 23                                   | Adrien Silva      | Sporting Lisbona  |
| Attaccanti                           |                   |                   |
| 7                                    | Cristiano Ronaldo | Real Madrid       |
| 9                                    | Éder              | Lilla             |
| 17                                   | Nani              | Valencia          |
| 18                                   | Rafa Silva        | Braga             |
| 19                                   | Eliseu            | Benfica           |
| 20                                   | Quaresma          | Beşiktaş          |
| Commissario Tecnico: Fernando Santos |                   |                   |

## Arbitri
Il 15 dicembre 2015 l'UEFA ha reso noti gli arbitri designati per dirigere durante la manifestazione. Sono stati selezionati 18 fischietti provenienti da 17 federazioni diverse. Come già accaduto per la precedente edizione, saranno utilizzati anche gli arbitri addizionali. Successivamente, il 1º marzo 2016 l'UEFA ha comunicato le squadre arbitrali integrali (con assistenti ed addizionali). Inoltre, sono stati selezionati due arbitri che fungeranno esclusivamente da quarti ufficiali e due assistenti di riserva. Le squadre arbitrali, a parte due eccezioni esplicitamente indicate nella seguente tabella, sono formate da membri appartenenti alla stessa nazionalità.
| Nazione     | Arbitri                 | Assistenti               | Assistenti                | Arbitri addizionali | Arbitri addizionali     |
| ----------- | ----------------------- | ------------------------ | ------------------------- | ------------------- | ----------------------- |
| Inghilterra | Martin Atkinson         | Michael Mullarkey        | Stephen Child             | Michael Oliver      | Craig Pawson            |
| Germania    | Felix Brych             | Mark Borsch              | Stefan Lupp               | Bastian Dankert     | Marco Fritz             |
| Turchia     | Cüneyt Çakır            | Bahattin Duran           | Tarik Ongun               | Hüseyin Göçek       | Baris Şimşek            |
| Inghilterra | Mark Clattenburg        | Simon Beck               | Jake Collin               | Anthony Taylor      | Andre Marriner          |
| Scozia      | William Collum          | Damien Macgraith         | Francis Connor            | Robert Madden       | John Beaton             |
| Svezia      | Jonas Eriksson          | Mathias Klasenius        | Daniel Wärnmark           | Stefan Johannesson  | Markus Strömbergsson    |
| Romania     | Ovidiu Hațegan          | Octavian Sovre           | Sebastian Gheorghe        | Alexandru Tudor     | Sebastian Colțescu      |
| Russia      | Sergej Karasëv          | Anton Averyanov          | Tikhon Kalugin            | Sergey Lapochkin    | Sergey Ivanov           |
| Ungheria    | Viktor Kassai           | György Ring              | Vencel Tóth               | Tamás Bognar        | Ádám Farkas             |
| Rep. Ceca   | Pavel Královec          | Roman Slyško             | Martin Wilczek            | Petr Ardeleánu      | Michal Paták            |
| Paesi Bassi | Björn Kuipers           | Sander van Roekel        | Erwin Zeinstra            | Pol van Boekel      | Richard Liesveld        |
| Polonia     | Szymon Marciniak        | Paweł Sokolnicki         | Tomasz Listkiewicz        | Paweł Raczkowski    | Tomasz Musiał           |
| Serbia      | Milorad Mažić           | Milovan Ristić           | Dalibor Đurđević          | Danilo Grujić       | Nenad Đokić             |
| Norvegia    | Svein Oddvar Moen       | Kim Thomas Haglund       | Frank Andås               | Ken Henry Johnsen   | Svein-Erik Edvartsen    |
| Italia      | Nicola Rizzoli          | Elenito Di Liberatore    | Mauro Tonolini            | Daniele Orsato      | Antonio Damato          |
| Slovenia    | Damir Skomina           | Jure Praprotnik          | Robert Vukan              | Matej Jug           | Slavko Vinčič           |
| Francia     | Clément Turpin          | Frédéric Cano            | Nicolas Danos             | Benoît Bastien      | Fredy Fautrel           |
| Spagna      | Carlos Velasco Carballo | Roberto Alonso Fernández | Juan Carlos Yuste Jiménez | Jesús Gil Manzano   | Carlos Del Cerro Grande |

| Nazione     | Quarto ufficiale        |
| ----------- | ----------------------- |
| Bielorussia | Aljaksej Kul'bakoŭ      |
| Grecia      | Anastasios Sidīropoulos |

| Nazione     | Riserve assistenti   |
| ----------- | -------------------- |
| Bielorussia | Vitali Maliutsin     |
| Grecia      | Damianos Efthymiadis |